# Daphne & Velma
Daphne & Velma je americká mysteriózní komedie z roku 2018, kterou režírovala Suzi Yoonessi. Film je spin-off série Scooby-Doo s titulními postavami Daphne Blakeovou a Velmou Dinkleyovou. Film produkovala společnost Blondie Girl Productions spolu s Blue Ribbon Content. Premiéra proběhla 7. dubna 2018 na veletrhu Chicago Comic & Entertainment Expo (C2E2) a 22. května 2018 jej společnost Warner Bros. Home Entertainment vydala na DVD a Blu-ray.

## Děj
Na střední školu Ridge Valley High přibudou dvě nové studentky, Daphne Blakeová a Velma Dinkleyová. Nejlepší žáci ze školy ale začínají záhadně mizet a z veselých dětí jsou rázem bezemoční osoby. Tak se tyto dvě mladé dívky musí pokusit celou školu zachránit.

## Obsazení
- Sarah Jeffery jako Daphne Blakeová
- Sarah Gilman jako Velma Dinkleyová
- Vanessa Marano jako Carol
- Brian Stepanek jako Nedley Blake
- Nadine Ellis jako Elizabeth Blake
- Arden Myrin jako ředitel Piper
- Brooks Forester jako Tobias Bloom
- Lucius Baston jako pan Nussbaum
- Courtney Dietz jako Mikayla
- Stephen Ruffin jako Nathan
- Fray Forde jako Ryder
- Evan Castelloe jako Griffin Griffiths
- Daniel Salyers jako Mike
- Adam Faison jako Spencer
- Jessica Goei jako Olivia
- Mickie Pollock jako Maggie
- Tucker Halbrooks jako Skater Guy